# Reviczky Ádám (kancellár)
Reviczky Ádám gróf (Debrecen, 1786. május 23. – Heiligenkreuz (Alsó-Ausztria), Ausztria, 1862. április 21.) magyar főúr, katona, jogász, reformkori politikus, főkancellár, 1830-tól az MTA igazgatósági tagja.

## Családja
A Reviczky család egyik legjelentősebb tagja. Szülei Reviczky József (1750–1815) és Laczkovich Anna voltak. Nejétől, Szumlanszka Szidónia bárónőtől két gyermeke született: egy leány, aki Bécsben apáca volt († 1887), és egy fiú, Reviczky Elek († 1886. október 1.), akivel a grófi családnak magva szakadt.

## Életpályája
Jogi tanulmányait a bécsi Theresianumban végezte. Vizsgái során a jogtudományokban való kiváló képzettségének elismeréséül I. Ferenc császártól gyémánt gyűrűt kapott.
1805-ben Galiciában a királyi ügyészség szolgálatában kezdte hivatásos jogászi pályáját. 1807-ben ugyanott a kormányszékhez helyezték. 1808-ban a bécsi cseh–osztrák egyesített udvari kancelláriához (Vereinigte Hofkanzlei) nevezték ki fogalmazóvá.
1809-ben beállt a hadseregbe mint önkéntes hadnagy. Részt vett a Napóleon elleni háborúban. A békekötés után, 1811-ben királyi táblai ülnökké és királyi kamarássá nevezték ki.
1814-ben a napóleoni háborúk után visszaszerzett Velencében a cs. kir. kormányszéknél valóságos tanácsossá, 1815-ben a Szárd–Piemonti Királyság határán állomásozó osztrák császári haderő élelmezési főnökévé, majd a megszállt Franciaországban a Mont Blanc, Isère és Rhône megyék (département) polgári biztosává nevezték ki.
1818-ban Rainer főhercegnek, a Lombard–Velencei Királyság alkirályának kamarai előadói tanácsosa, 1819-ben udvari tanácsos lett. 1822-ben a galíciai királyi főkormányszék előadója, 1823-ban államtanácsos lett, 1825-ben grófi rangra emelték, és a cs. kir. egyetemes udvari kamara (a későbbi Pénzügyminisztérium) alelnöke lett.
1826-ban magyar királyi udvari alkancellárrá és főudvarmesterré nevezték ki, Almásy Ignác temesvári alkancellár helyére. Az 1826-ban elhunyt Koháry Ferenc József herceg helyére a király (átmenetileg Szőgyény Zsigmondot, majd) 1828. április 25-én Reviczky Ádámot nevezte ki magyar főkancellárrá és a Magyar Királyi Szent István-rend kancellárjává. Főkancellársága idején bontakoztak ki a magyarországi reformmozgalmak. Ugyanekkor Borsod vármegye főispánja is lett.
1830-ban az MTA igazgató tagja lett. Az 1832–36-os országgyűlés során ultrakonzervatív nézetei miatt politikai ellentétbe került József nádorral. I. Ferenc császár és király 1835-ös elhunyta után, az országgyűlés végén Reviczkyt megbuktatták. 1836-ban felmentették a főkancellári tisztségből, utódja Malonyay János lett.
Visszatért a Lombard–Velencei Királyságba, majd a császári diplomáciától kapott megbízásokat teljesített. A toszkánai nagyhercegi udvarnál Ausztria követe és meghatalmazott minisztere lett Firenzében majd Pisában.
Megbízatásának lejártakor visszavonult a közélettől. Velencében, majd Bécsben élt. Tagja lett az 1847-ben megalakított Bécsi Tudományos Akadémiának. Idős korában a heiligenkreuzi apátságban élt, itt hunyt el 1862-ben.